# Буковинское народное вече
Буковинское народное вече — народное собрание, состоявшееся 3 ноября 1918 года в Черновцах и провозгласившее о воссоединении Северной Буковины с Украиной.

## История
Австро-венгерскую провинцию Буковину с центром в Черновцах населяли преимущественно украинцы (в северной части) и румыны.
В результате Первой мировой войны, неурожаев и кризиса в экономике в Австро-Венгрии произошло нарастание внутренних социальных противоречий и обособление разных частей империи, что привело к распаду государства.
17 октября 1918 года парламент Венгрии расторг унию с Австрией и провозгласил независимость страны, 28 октября образовалась Чехословакия, вслед за ней 29 октября возникло Государство Словенцев, Хорватов и Сербов, 3 ноября независимость провозгласила Западно-Украинская народная республика, 6 ноября в Кракове было объявлено о воссоздании Польши. Также в ходе распада империи возникли Тарнобжегская республика, Гуцульская Республика, Русская Народная Республика Лемков, Республика Команча, Республика Прекмурье, Венгерская Советская Республика, Словацкая Советская Республика, Республика Банат, Республика Фиуме.
На Буковине возникли параллельные органы власти, образованные украинскими и румынскими политическими партиями. Украинский краевой комитет ориентировался на ЗУНР, а румынский Национальный Совет тяготела к королевской Румынии. В эту борьбу за власть существенные коррективы вносили неорганизованные трудящиеся массы. В ноябре 1918 в Черновцах состоялось 40-тысячное Буковинское народное вече, на котором прозвучал призыв: «Хотим в Украину!». В этот же день образовалась Коммунистическая партия Буковины как краевая организация КП(б)У, требовавшая воссоединения региона с Украинской Советской Республикой. Рабочие и крестьяне — участники вече, выразили волю и стремление трудящихся края связать навеки свою судьбу «не только с большевицкой Украиной, но и с большевицкой Москвой».
Временный Центральный Комитет возглавил С. И. Канюк. Вместо австрийской администрации в некоторых районах Северной Буковины стали возникать Рады. Чтобы остановить развитие событий в нежелательном направлении, королевское правительство Румынии немедленно послало войска и в ноябре 1918 захватило территорию всей Буковины. Национальный Совет провозгласил себя единственной властью в крае.
Присоединение Северной Буковины к УССР состоялось в 1940 году.